# Clube de Regatas Itapagipe
O Clube de Regatas Itapagipe é um clube brasileiro da cidade de Salvador, capital do estado da Bahia. Foi fundado em 7 de setembro de 1902. Disputa anualmente o Campeonato Baiano de Remo desde 1902, disputou em 1920 o Campeonato Baiano de Futebol terminando na 12º e última colocação com apenas uma vitória (de W.O. contra o Internacional) e dez derrotas. Retornou na década de 1960 na disputa da 2ª Divisão, porém não obteve sucesso.

## História
Em agosto de 1902 esportistas residentes na Península, juntos em um aniversário na residência dos Irmãos Torres, comentam a ideia da fundação de um Clube Náutico em Itapagipe para a prática de Remo. Ficou logo acertado que o clube seria batizado com o nome de Clube de Regatas Itapagipe. Assim, no dia 7 de Setembro de 1902, pela manhã, na residência da Família Espinheira, gentilmente cedida, foi fundado o Itapagipe, mantendo o nome anteriormente escolhido. Quanto às suas cores, após pequeno debate, vez que alguns desejavam o preto e branco, a maioria escolheu e venceu o Vermelho e Branco, adotado até hoje. Assim, saiu vitoriosa a ideia de um clube de Remo para os moradores da Península Itapagipana, o qual muito tem contribuído para a manutenção da tradição desse esporte tão salutar para a nossa juventude e o enaltecimento da nossa Bahia desportiva.